# Physoderma debeauxii
Physoderma debeauxii är en svampart som beskrevs av Bubák 1903. Physoderma debeauxii ingår i släktet Physoderma och familjen Physodermataceae.   Inga underarter finns listade i Catalogue of Life.